# Abovce
Abovce (węg. Abafalva) – wieś (obec) na Słowacji położona w kraju bańskobystrzyckim, w powiecie Rymawska Sobota. Pierwsze wzmianki o miejscowości pochodzą z roku 1339.
Według danych z dnia 31 grudnia 2012, wieś zamieszkiwało 609 osób, w tym 296 kobiet i 313 mężczyzn.
W 2001 roku rozkład populacji względem narodowości i przynależności etnicznej wyglądał następująco:
- Słowacy – 19,31%
- Czesi – 0,17%
- Romowie – 11,55%
- Węgrzy – 66,34%

Ze względu na wyznawaną religię struktura mieszkańców kształtowała się w 2001 roku następująco:
- Katolicy rzymscy – 73,76%
- Ewangelicy – 14,52%
- Ateiści – 3,47%
- Nie podano – 1,16%